# Groupe de Lima

Carte des États membres.

Le Groupe de Lima (GL ; espagnol et portugais : Grupo de Lima) est un organisme multilatéral constitué des gouvernements de pays américains cherchant à renverser le gouvernement vénézuélien. Il a été créé à la suite de la déclaration de Lima du 8 août 2017 dans la capitale péruvienne, Lima, où des représentants de pays américains se sont réunis afin d'imposer un changement de régime au Venezuela.
Début 2019, le groupe demande entre autres la libération des prisonniers politiques, des élections libres, offre une aide humanitaire et critique la dégradation de l'ordre démocratique au Venezuela sous le gouvernement bolivarien de Nicolás Maduro. Le 4 février 2019, dans le cadre de la crise présidentielle de 2019, onze membres du groupe appellent l'armée à se ranger derrière l'opposant Juan Guaido.
Alors que le groupe de Lima regroupe la droite latino-américaine, la gauche constitue de son côté le groupe de Puebla, qui propose des solutions différentes.
Depuis sa création en 2017, plusieurs pays qui la composent ont pris des virages politiques. 

## Histoire
Douze pays américains ont initialement constitué le groupe:
- Argentine
- Brésil
- Canada
- Chili
- Colombie
- Costa Rica
- Guatemala
- Honduras
- Mexique
- Panama
- Paraguay
- Pérou

Il a été rejoint ultérieurement par:
- Guyana
- Sainte-Lucie
- Bolivie
- Haïti

Bien que les États-Unis ne soient pas officiellement membres du groupe de Lima, de hauts responsables de l'administration Trump sont présents à chaque réunion.
Le Mexique s'en est retiré après l’élection du président de gauche Andres Manuel Lopez Obrador, qui choisit d’adopter une position neutre face à la crise vénézuélienne. L'Argentine s'en retire également après l'élection d'Alberto Fernández. Après la chute du régime de Jeanine Áñez en Bolivie, le gouvernement de Luis Arce, nouveau président élu, a retiré son pays du groupe. Le Pérou annonce également son retrait du groupe de Lima après l'élection de Pedro Castillo à la présidence, privant ainsi le groupe de son membre fondateur originel. 
Le 24 mars 2021, à l'occasion de la Journée nationale du souvenir, le gouvernement argentin d'Alberto Fernández a annoncé son retrait du groupe, notant que « l'isolement du gouvernement du Venezuela n'a mené à rien »,.  En août de la même année, le ministre des Affaires étrangères de Sainte-Lucie, Alva Baptiste, a annoncé le départ de leur pays du bloc, à la suite de la position de non-intervention d'autres membres de la Communauté des Caraïbes (CARICOM),.